# Pardosa sinensis
Pardosa sinensis là một loài nhện trong họ Lycosidae.
Loài này thuộc chi Pardosa. Pardosa sinensis được Chang-Min Yin et al miêu tả năm 1995..